# Акбаев, Хусей Анзорович
Акбаев Хусей Анзорович (карач.-балк. Акбайланы Анзорну джашы Хусей) (род. 17 марта 1981, Сторожевая, Ставропольский край) — Борец. Чемпион Европы по борьбе на поясах.

## Биография
Родился 17 марта 1981 года в станице Сторожевая, Зеленчукского района КЧР в семье Акбаевых Анзора Токалаевича и Зои Абугалиевны. Средний среди братьев борцов-чемпионов Рената и Алибека.
В 2004 году окончил Карачаево-Черкесский государственный университет.
В 2014 году участвовал в выборах в Парламент Карачаево-Черкесской Республики пятого созыва.

## Спортивная карьера
Мастер спорта по вольной борьбе.
Чемпион Европы по борьбе на поясах.